# Partido Nasdem
El Partido Nasdem (en indonesio: Partai NasDem) es un partido político corporativista indonesio. Fue parcialmente patrocinado por Surya Paloh, un magnate de los medios de comunicación, que también fundó una organización similar, llamada los Demócratas Nacionales (en indonesio: Nasional Demokrat). A pesar de ello y de su similitud con el logotipo, los Nasional Demokrat han insistido en que no poseen vínculos con el partido.

## Historia
El Partido Nasdem remonta sus orígenes a una ONG enfocada en la juventud, llamada Nasional Demokrat (Demócratas Nacionales) fundada en 2010 por Surya Paloh, dueño del canal de noticias MetroTV, y por Hamengkubuwono X, sultán de Yogyakarta. La fundación del partido recibió una extensa cobertura por parte de los medios que son propiedad de Paloh. En 2011, Hamengkubuwono X dejó la organización, luego de mostrar su descontento cuando esta se convirtió en partido político. Menos de un mes después, Surya Paloh creó el Partido Nasdem, y designó como presidente del partido a Patrice Rio Capella, exdirigente del Partido Nacional de Mandato (PAN). 
El partido fue oficialmente declarado el 26 de julio de 2011, a pesar de que anteriormente se había registrado en marzo con el Ministerio de Justicia y Derechos Humanos. En la primera convención del partido en enero de 2013, Surya Paloh fue nombrado presidente de este para el período 2013-2018. La conferencia también le concedió la plena facultad para determinar la estrategia y políticas del partido, y para ganar las elecciones de 2014. Posteriormente en ese mismo mes, uno de los fundadores y patrocinadores, el magnate de los medios Hary Tanoesoedibjo, fundador del grupo de telecomunicaciones Media Nusantara Citra, presentó su renuncia de forma de protesta hacia el nombramiento de Surya Paloh y desertó hacia el Partido de la Conciencia Popular, liderado por el exgeneral Wiranto. Posteriormente Hary se convertiría en candidato vicepresidencial del partido. Hacia finales de 2013 el partido Nasdem participaría en las elecciones de 2014, y el 7 de enero de ese año, la Comisión Electoral General (KPU) anunció que el Nasdem era el único nuevo partido que cumplía todos los requisitos para participar en las elecciones. Compitió junto con otros 12 partidos nacionales.
Antes de fundar el partido, Surya Paloh había sido un miembro sénior del Partido Golkar durante 40 años y llegó a ser presidente del consejo asesor del partido. Se postuló como candidato presidencial en la Convención de Golkar en 2004, pero no logró obtener el cargo. En 2009, Golkar nominó a Jusuf Kalla como su candidato. Sin embargo, Suraya Paloh ha "negado repetidamente" que creó el Partido Nasdem para permirtirle una nueva nominación presidencial.
Durante la campaña electoral de 2014, la Comisión de Difusión de Indonesia criticó a la estación MetroTV de Surya Paloh por su cobertura excesiva del partido Nasdem.

## Plataforma de partido
Según el sitio web de partido, las políticas del partido son:
- Cumplir las necesidades del pueblo.
- Rechazar aquella democracia que solamente complica la forma de gobierno sin generar prosperidad general, y que solo conduce al poder de cambio rutinario de manos, sin producir líderes de calidad que sirvan de ejemplo para el país.
- Construir una democracia madura.
- Construir una democracia basada en individuos fuertes a las que se le pida que generen un futuro brillante.
- Restaurar los ideales de la República de Indonesia.
- Apoyar el mandato constitucional de construir una nación próspera basada en los principios de la democracia, mediante un estado basado en la ley que tenga en alta estima los derechos humanos y una nación que reconozca la diversidad.
- Traer una nación justa, próspera y soberana a través de un Movimiento por el Cambio para Restaurar Indonesia.

## Resultados electorales

### Elecciones parlamentarias
| Elección | Número de papeleta | Total de escaños | Total de votos | Participación electoral | Resultado                        | Líder del partido |
| -------- | ------------------ | ---------------- | -------------- | ----------------------- | -------------------------------- | ----------------- |
| 2014     | 1                  | 36/560           | 8 402 812      | 6,72%                   | 36 escaños, Coalición Gobernante | Surya Paloh       |
| 2019     | 5                  |                  |                |                         |                                  |                   |

### Elecciones presidenciales
| Elección | Número de papeleta | Candidato   | Compañero   | 1.ª vuelta (total de votos) | Participación de votos | Resultado   | 2.ª vuelta (total de votos) | Participación de votos | Resultado |
| -------- | ------------------ | ----------- | ----------- | --------------------------- | ---------------------- | ----------- | --------------------------- | ---------------------- | --------- |
| 2014     | 2                  | Joko Widodo | Jusuf Kalla | 70 997 833                  | 53,15%                 | Elegidos Sí |                             |                        |           |
| 2019     | TBD                | Joko Widodo |             | TBD                         | TBD                    | TBD         |                             |                        |           |

Nota: el texto destacado sugiere al miembro del partido